# سیکلیا پروداکشنز
سیکلیا پروداکشنز (انگلیسی: Sikelia Productions) نام قبلی کاپا فیلم یا تولیدات کاپا یک شرکت تولید فیلم آمریکایی است که توسط مارتین اسکورسیزی در سال ۱۹۸۹ تأسیس شد. این شرکت بیش از ۴۰ برنامه تلویزیونی، مستند و فیلم مختلف تولید کرده‌است. برخی از برجسته‌ترین آنها عبارتند از جزیره شاتر (۲۰۱۰)، گرگ وال استریت (۲۰۱۳)، سکوت (۲۰۱۶) و مرد ایرلندی (۲۰۱۹).